# María Kóllia-Tsarouchá
María Kóllia-Tsarouchá nota anche come Maria Kollias (Serres, 21 febbraio 1958) è un avvocato e politica greca.

## Biografia
María Kóllia-Tsarouchá, nota a livello internazionale anche con il nome di Maria Kollias, si è laureata alla Università Aristotele di Salonicco ed è avvocato di professione. È stata eletta deputata al Parlamento Ellenico alle elezioni parlamentari del 9 aprile 2000 nelle liste di Nuova Democrazia (ND) ed è stata sempre rieletta in tutte le elezioni successive. All'inizio del 2012 decise di lasciare ND perché passò a Greci Indipendenti (ANEL) e con questo partito è stato rieletta nelle successive elezioni del 17 maggio 2012 per poi venir eletta Vicepresidente del Parlamento Ellenico al posto dell'uscente, non rieletto, Vaitsis Apostolatos (esponente del LAOS) sotto la presidenza di Vyron Polydoras (esponente di ND).
Alle successive elezioni anticipate del 17 giugno 2012 è stata rieletta come deputata e quindi il 29 giugno è stata rieletta come Vicepresidente del Parlamento Ellenico sotto la presidenza di Vangelīs Meimarakīs (esponente di ND). Confermata come deputata alle elezioni anticipate del 25 giugno 2015, sempre nelle liste di ANEL e per la Circoscrizione Serres, è entrata nel Governo Tsipras I (composto da SYRIZA e ANEL) ottenendo, il 27 gennaio, l'incarico di Viceministro delegato della Macedonia e della Tracia, un incarico governativo e ministeriale relativo della gestione degli enti locali greci; questo incarico è particolarmente importante a causa dei rapporti molto controversi tra il governo nazionale della Grecia e il confinante governo straniero della Repubblica di Macedonia (uno stato estero dell'area ex-Jugoslavia confinante con la regione greca della Macedonia che rivendica fin dal 1991 il diritto di poter usare il nome "Macedonia", nonostante l'uso di quel nome da parte della regione greca omonima ben preesistente).

### Vita privata
María Kóllia-Tsarouchá (avvocato) è sposata con Chris Tsarouha (architetto). Questa coppia ha un figlio (Costantino Tsarouha, politologo) e una figlia (Katerina Tsarouha, sociologa e giornalista).